# Pseudonaja affinis
Espèce
Synonymes
- Demansia nuchalis tanneri Worrell, 1961

Pseudonaja affinis est une espèce de serpents de la famille des Elapidae.

## Répartition
Cette espèce est endémique d'Australie. Elle se rencontre dans l'ouest de l'Australie-Méridionale et dans le sud de l'Australie-Occidentale.

## Liste des sous-espèces
Selon The Reptile Database (19 février 2014) :
- Pseudonaja affinis affinis Günther, 1872
- Pseudonaja affinis exilis Storr, 1989
- Pseudonaja affinis tanneri (Worrell, 1961)

## Publications originales
- Günther, 1872 : Seventh account of new species of snakes in the collection of the British Museum. Annals and Magazine of Natural History, sér. 4, vol. 9, p. 13-37 (texte intégral).
- Storr, 1989 : A new Pseudonaja (Serpentes: Elapidae) from Western Australia. Records of the Western Australian Museum, vol. 14, no 3, p. 421-423 (texte intégral).
- Worrell, 1961 : A new insular brown snake. Proceedings of the Royal Zoological Society of New South Wales, vol. 79, p. 56-58 (texte intégral).